# Isole Gibson
Le isole Gibson sono un piccolo gruppo di isole satelliti di Attu che fanno parte delle isole Near, un gruppo delle Aleutine occidentali e appartengono all'Alaska (USA). Si trovano all'imboccatura della Chichagof Harbor sulla costa nord-est dell'isola di Attu.
Hanno preso, nel 1855, il nome del tenente William Gibson della U.S. Navy, comandante della goletta USS Fenimore Cooper.